# CDMX Open
Il CDMX Open è stato un torneo professionistico di tennis giocato su campi in terra rossa, facente parte dell'ATP Challenger Tour. Si è giocato al Centro Deportivo Chapultepec di Città del Messico in Messico solo la prima edizione del 2018.
Il circuito Challenger aveva già fatto tappa nella capitale messicana. Tra il 1980 e il 1991 si erano tenute 4 edizioni del Mexico City Challenger. Nel 1999 si era svolta l'unica edizione del Challenger de la Ciudad de Mexico. Dal 2003 al 2009 vi erano state le prime sette edizioni dell'Abierto Internacional Varonil Club Casablanca, spostato nel 2010 a León dove ha preso il nome Torneo Internacional Challenger León. Il Challeger Casablanca San Ángel si era giocato tra il 2004 e il 2007. Nel 2013 si era svolta l'unica edizione della Copa Internacional de Tenis de Mexico. Nel 2022 si sarebbe tenuta la prima edizione del Mexico City Open.

## Albo d'oro

### Singolare
| Anno | Campione             | Finalista      | Punteggio |
| ---- | -------------------- | -------------- | --------- |
| 2018 | Juan Ignacio Londero | Roberto Quiroz | 6–1, 6–3  |

### Doppio
| Anno | Campioni                        | Finalisti                   | Punteggio   |
| ---- | ------------------------------- | --------------------------- | ----------- |
| 2018 | Yannick Hanfmann Kevin Krawietz | Luke Bambridge Jonny O'Mara | 6–2, 7–6(3) |